# Иван Алексић
Иван Алексић (Арад, 16. октобар 1868 — Модош, 3. април 1938) био је српски свештеник и сликар.

## Биографија
Иван Алексић потиче из познате сликарске породице. Деда му је Никола Алексић, отац Душан, а брат сликар Стеван. Иван је завршио богословију у Сремским Карловцима, а рукоположен је 1892. године. Служио је у Српском Светом Петру у Румунији, да би почетком 20. века прешао да служи у Модош (данашњи Јаша Томић) где је остао до краја живота. Иван је осликао иконостас цркве у Моноштору. Бавио се и историјом уметности, те је објавио неколико радова из те области.
Говорио је српски, мађарски, немачки и румунски језик.
Иван Алексић је сликао иконе и портрете, копирао старе мајсторе у Бечу, Будимпешти и Дрездену. Године 1894. насликао је иконостас у Банатском Брестовцу. Написао је биографије свог оца Душана Алексића и брата Стевана, као и чланак о модошкој цркви. Велики део писаног материјала уступио је Лази Богдановићу, писцу биографских података о српским сликарима, као и Иштвану Беркешију за његово дело о темишварским сликарима.